# Macromia septima
Macromia septima är en trollsländeart som beskrevs av Martin 1904. Macromia septima ingår i släktet Macromia och familjen skimmertrollsländor. IUCN kategoriserar arten globalt som otillräckligt studerad. Inga underarter finns listade i Catalogue of Life.